# Capo Agassiz
Capo Agassiz è un capo roccioso e ripido situato all'estremità orientale della penisola Hollick-Kenyon, uno stretto promontorio roccioso che si estende verso est a partire dalla terraferma che divide l'insenatura Mobiloil da quella di Revelle. Capo Agassiz costituisce l'estremo orientale di una linea immaginaria che ha il suo altro estremo a ovest in corrispondenza di capo Jeremy e che segna il confine tra la Terra di Palmer, a sud, e la Terra di Graham, a nord, inoltre esso è considerato il confine tra la costa di Wilkins, a sud, e la costa di Bowman, a nord.

## Storia
Capo Agassiz fu scoperto nel dicembre 1940 durante una spedizione del Programma Antartico degli Stati Uniti d'America e i membri di tale spedizione lo battezzarono capo Joerg in onore del geografo W. L. G. Joerg. Tuttavia, su richiesta di quest'ultimo il nome della formazione fu in seguito modificato dal comitato consultivo dei nomi antartici in "capo Agassiz" in onore del naturalista e geologo svizzero Louis Agassiz, che per primo, nel 1840, propose la teoria della glaciazione continentale.